# النا توکون
النا توکون (روسی: Елена Васильевна Токун؛ زادهٔ ۱۵ مارس ۱۹۷۴) از برندگان مدال‌های بازی‌های المپیک تابستانی و بازیکن واترپلو اهل روسیه است.